# Moufida Tlatli
Moufida Tlatli (in arabo مفيدة التلاتلي‎?; Sidi Bou Said, 4 agosto 1947 – Tunisi, 7 febbraio 2021) è stata una regista, sceneggiatrice e montatrice tunisina, soprattutto nota per il film Ṣamt al-quṣūr (1994).

## Biografia
Era una dei sei figli di un decoratore d'interni e una casalinga. Si laureò all'IDHEC di Parigi nel 1968, grazie a una borsa di studio assegnatale in patria, rimanendo in Francia fino al 1972 a lavorare come segretaria di edizione. Tornata in Tunisia, lavorò per vent'anni come montatrice per registi come Nacer Khemir, Merzak Allouache e Férid Boughedir.
Fece il suo esordio alla regia nel 1994 con Ṣamt al-quṣūr, o Les Silences du palais, sul tema della condizione della donna in Tunisia, a cui lei si era interessata in seguito a una malattia che aveva colpito la madre: il film è stato definito dal New York Times «il primo successo internazionale per una regista donna del mondo arabo» ed «il primo film tunisino a raggiungere il mercato statunitense». La pellicola ricevette numerosi premi, come il Tulipano d'oro al festival del cinema di Istanbul, il Tanit d'oro alle Giornate cinematografiche di Cartagine e una menzione speciale alla Caméra d'or al festival di Cannes.
Fece poi seguire Mawsim al-rijāl, o La Saison des hommes, in concorso ad Un Certain Regard del festival di Cannes 2000. L'anno seguente fu membro della giuria del concorso a Cannes, divenendo così la prima giurata nordafricana nella storia del Festival. Il suo ultimo film è stato Nadia et Sarra (2004), interpretato da Hiam Abbass.
Fu brevemente Ministro della Cultura del governo d'unità nazionale insediatosi in seguito alle proteste che avevano rovesciato il dittatore Zine El-Abidine Ben Ali nel gennaio 2011.
Morì nel 2021 per complicazioni da COVID-19.

## Filmografia parziale

### Regista e sceneggiatrice
- Ṣamt al-quṣūr (1994)
- Mawsim al-rijāl (2000)
- Nadia et Sarra (2004)

### Montatrice
- I figli delle mille e una notte (Al-hāʾimūn), regia di Nacer Khemir (1984)
- Ṣamt al-quṣūr (1994)